# Distrikt Capelo
Der Distrikt Capelo liegt in der Provinz Requena in der Region Loreto in Nordost-Peru. Der Distrikt wurde am 20. Juli 1946 gegründet. Er besitzt eine Fläche von 801 km². Beim Zensus 2017 wurden 2639 Einwohner gezählt. Im Jahr 1993 lag die Einwohnerzahl bei 3191, im Jahr 2007 bei 3941. Die Distriktverwaltung befindet sich in der 118 m hoch gelegenen Ortschaft Flor de Punga mit 1774 Einwohnern (Stand 2017). Flor de Punga befindet sich 50 km südwestlich der Provinzhauptstadt Requena.

## Geographische Lage
Der Distrikt Capelo liegt im Amazonastiefland im zentralen Nordwesten der Provinz Requena. Der rechte Flussarm des Río Ucayali durchquert den Distrikt in nördlicher Richtung.
Der Distrikt Capelo grenzt im Süden an den Distrikt Emilio San Martín, im Westen und Nordwesten an den Distrikt Puinahua sowie im Osten an den Distrikt Requena.